# Jaroslav Golovanov
Jaroslav Kirillovič Golovanov (rusky Ярослав Кириллович Голованов; 2. června 1932 – 21. května 2003) byl ruský novinář, spisovatel a popularizátor vědy. Zabýval se sovětským výzkumem vesmíru již od jeho počátků.
Golovanův otec byl ředitelem divadla, matka herečka.
Golovanov studoval raketové inženýrství na Baumanově Moskevské státní technické univerzitě, kterou dokončil v roce 1957. V letech 1956 - 1958 působil v laboratoři Ministerstva leteckého průmyslu. V roce 1957 začal psát pro vědecké oddělení deníku Komsomolskaja pravda, redaktorem novin se stal v roce 1958. V letech 1968 - 2003 byl potom nezávislým spolupracovníkem deníku.
Golovanov se brzy začal specializovat na sovětský vesmírný program. Napsal také svůj první román o životě raketových konstruktérů. V letech 1965 a 1966 byl jedním z kandidátů na let do vesmíru mezi novináři. Tým byl rozpuštěn po smrti hlavního konstruktéra Sergeje Koroljova. Golovanov se ještě jednou neúspěšně pokusil mezi kosmonauty dostat v roce 1990.
V roce 1982 vydal knihu obsahující podrobný přehled o historii průzkumu vesmíru, zejména v Sovětském svazu. Detailní životopis Koroljova pod názvem "Koroljov - mýty a fakta" vydal roku 1994. V letech 1998 a 1999 potom publikoval svůj deník s padesáti roky poznámek. Celkově Golovanov napsal 20 knih, které byly přeloženy do 25 jazyků.
Byl třikrát ženatý, z prvního manželství měl dva syny, z druhého manželství syna a z třetího s novinářkou Jevgenijí Markovnou Albacovou dceru Olgu (* 1988).